# Obereopsis partenigriceps
Obereopsis partenigriceps är en skalbaggsart som beskrevs av Stephan von Breuning 1957. Obereopsis partenigriceps ingår i släktet Obereopsis och familjen långhorningar.
Artens utbredningsområde är:
- Laos.
- Myanmar.

Inga underarter finns listade i Catalogue of Life.